# Pedro Kamata
Pedro Kamata (Luanda, 6 settembre 1981) è un ex calciatore francese naturalizzato congolese (Repubblica Democratica del Congo), di ruolo centrocampista.

## Carriera

### Club
Nella stagione 2004-2005 ha collezionato due presenze in Coppa UEFA con lo Châteauroux, squadra di Ligue 2 che l'anno precedente era giunta a sorpresa alla finale di Coppa di Francia, poi persa per 1-0 contro il PSG.
Nell'estate del 2005 approda al Legnano. Con i "Lilla" ottiene una promozione in Serie C1 vincendo il girone A della Serie C2 nella stagione 2006-2007.
Arriva al Bari nel gennaio 2008, dopo un finale di campionato in ascesa, subentrando rigorosamente negli ultimi minuti delle partite. Guadagna poi più spazio fino a diventare titolare.
Nella stagione 2008-2009, che porterà alla fine il Bari ad uno storico ritorno in massima serie, inizia il campionato ottimamente, giocando spesso nelle due corsie laterali del 4-4-2 di Antonio Conte. Con l'arrivo di Stefano Guberti a gennaio viene impiegato poco, tuttavia la stagione si conclude con la vittoria del campionato cadetto e la promozione diretta in massima serie. Il 22 novembre 2009 fa il suo esordio in Serie A (3-1 per la Roma), ma ancora una volta viene poco utilizzato dal nuovo mister Gian Piero Ventura, anche a causa del brutto infortunio subito sul finire dello scorso campionato. Nonostante ciò, lo stesso Ventura considerava l'esterno franco-congolese come "ultima arma a disposizione" da inserire negli ultimi minuti di partita.
Nell'estate 2010 passa in comproprietà al Siena insieme a Filippo Carobbio in cambio di Abdelkader Ghezzal. Segna il suo primo goal con la maglia bianconera all'81º nella partita di coppa Italia contro il Lecce.
Il 24 giugno 2011 Siena e Bari risolvono la comproprietà e il giocatore diventa interamente di proprietà del club toscano ma ad inizio agosto 2011 rescinde il suo contratto con il Siena.
Ad ottobre 2011 ritorna in Francia firmando per l'Yzeure, squadra militante in quarta categoria. Nel giugno 2012 firma per il Moulins, non cambiando categoria.

### Nazionale
Nel 2006, in occasione della Coppa delle Nazioni Africane, la FIFA ha negato al giocatore il permesso di rispondere alla convocazione della nazionale angolana a causa delle sue presenze nella Francia Under-20. È poi stato convocato nel 2010 dalla nazionale della Repubblica Democratica del Congo per partecipare a uno stage in Austria e Svizzera dove si sono disputate le amichevoli contro gli Emirati Arabi e la Corea del Nord.

## Statistiche

### Presenze e reti nei club
Statistiche aggiornate al 30 giugno 2012.
| Stagione        | Squadra         | Campionato      | Campionato | Campionato | Coppe nazionali | Coppe nazionali | Coppe nazionali | Coppe continentali | Coppe continentali | Coppe continentali | Altre coppe | Altre coppe | Altre coppe | Totale | Totale | Totale |
| Stagione        | Squadra         | Comp            | Pres       | Reti       | Comp            | Pres            | Reti            | Comp               | Pres               | Reti               | Comp        | Pres        | Reti        | Pres   | Reti   |        |
| --------------- | --------------- | --------------- | ---------- | ---------- | --------------- | --------------- | --------------- | ------------------ | ------------------ | ------------------ | ----------- | ----------- | ----------- | ------ | ------ | ------ |
| 2004-2005       | Châteauroux     | L2              | 30         | 3          | CF+CdL          | 1+1             | 0               | CU                 | 2                  | 0                  | -           | -           | -           | 34     | 3      |        |
| 2005-2006       | Legnano         | C2              | 33         | 1          | CI-C            | 0               | 0               | -                  | -                  | -                  | -           | -           | -           | 33     | 1      |        |
| 2006-2007       | Legnano         | C2              | 30         | 3          | CI-C            | 0               | 0               |                    | -                  | -                  | SL-C2       | 2           | 0           | 32     | 3      |        |
| 2007-gen. 2008  | Legnano         | C1              | 19         | 1          | CI-C            | 1               | 0               | -                  | -                  | -                  | -           | -           | -           | 20     | 1      |        |
| Totale Legnano  | Totale Legnano  | Totale Legnano  | 82         | 5          |                 | 1               | 0               |                    | -                  | -                  |             | 2           | 0           | 85     | 5      |        |
| gen.-giu. 2008  | Bari            | B               | 12         | 0          | CI              | -               | -               | -                  | -                  | -                  | -           | -           | -           | 12     | 0      |        |
| 2008-2009       | Bari            | B               | 34         | 1          | CI              | 2               | 0               | -                  | -                  | -                  | -           | -           | -           | 36     | 1      |        |
| 2009-2010       | Bari            | A               | 14         | 0          | CI              | 0               | 0               | -                  | -                  | -                  | -           | -           | -           | 14     | 0      |        |
| Totale Bari     | Totale Bari     | Totale Bari     | 60         | 1          |                 | 2               | 0               |                    | -                  | -                  |             | -           | -           | 62     | 1      |        |
| 2010-2011       | Siena           | B               | 15         | 0          | CI              | 1               | 1               | -                  | -                  | -                  | -           | -           | -           | 16     | 1      |        |
| 2011-2012       | Yzeure          | CFA             | 23         | 3          | CF+CdL          | 0               | 0               | -                  | -                  | -                  | -           | -           | -           | 0      | 0      |        |
| Totale carriera | Totale carriera | Totale carriera | 210        | 12         |                 | 6               | 1               |                    | 2                  | 0                  |             | 2           | 0           | 220    | 13     |        |

### Cronologia presenze e reti in nazionale
| Cronologia completa delle presenze e delle reti in nazionale ― RD del Congo | Cronologia completa delle presenze e delle reti in nazionale ― RD del Congo | Cronologia completa delle presenze e delle reti in nazionale ― RD del Congo | Cronologia completa delle presenze e delle reti in nazionale ― RD del Congo | Cronologia completa delle presenze e delle reti in nazionale ― RD del Congo | Cronologia completa delle presenze e delle reti in nazionale ― RD del Congo | Cronologia completa delle presenze e delle reti in nazionale ― RD del Congo | Cronologia completa delle presenze e delle reti in nazionale ― RD del Congo |
| Data                                                                        | Città                                                                       | In casa                                                                     | Risultato                                                                   | Ospiti                                                                      | Competizione                                                                | Reti                                                                        | Note                                                                        |
| --------------------------------------------------------------------------- | --------------------------------------------------------------------------- | --------------------------------------------------------------------------- | --------------------------------------------------------------------------- | --------------------------------------------------------------------------- | --------------------------------------------------------------------------- | --------------------------------------------------------------------------- | --------------------------------------------------------------------------- |
| 21-5-2010                                                                   | Innsbruck                                                                   | RD del Congo                                                                | 0 – 2                                                                       | Arabia Saudita                                                              | Amichevole                                                                  | -                                                                           | 59’                                                                         |
| Totale                                                                      |                                                                             | Presenze                                                                    | 1                                                                           |                                                                             | Reti                                                                        | 0                                                                           |                                                                             |

## Palmarès

### Club

#### Competizioni nazionali
- Campionato italiano Serie C2: 1

Legnano: 2006-2007
- Campionato italiano di Serie B: 1

Bari: 2008-2009